# Memolli-Nunatak
Der Memolli-Nunatak (bulgarisch нунатак Мемоли nunatak Memoli) ist ein 2200 m hoher Nunatak im westantarktischen Ellsworthland. Er ragt 13,73 km westlich des Mount Goldthwait, 1,74 km nordnordwestlich des Silyanov Peak, 11,35 km ostnordöstlich des Kowil-Nunatak, 22,1 km südöstlich des Helfert-Nunataks und 11,8 km südsüdwestlich des Mursalitsa Peak aus einem Gebirgskamm auf, der sich von den Gipfeln des Hauptkamms der Sentinel Range im Ellsworthgebirge unmittelbar nördlich des Mount Hale über 14,3 km nordwestwärts erstreckt.
US-amerikanische Wissenschaftler kartierten ihn 1961. Die bulgarische Kommission für Antarktische Geographische Namen benannte ihn 2014 nach Mariano Arnaldo Memolli (* 1961), Leiter des nationalen argentinischen Antarktisdirektorats (Dirección Nacional del Antártico), für dessen Unterstützung bei der Durchführung des bulgarischen Antarktisprogramms.